# Ludwik Rudka
Ludwik Mikołaj Rudka ps. „Tarnowski” (ur. 6 grudnia 1890 w Stryju, zm. 10 lutego 1941 w Ramli) – pułkownik dyplomowany piechoty Wojska Polskiego, działacz niepodległościowy, kawaler Orderu Virtuti Militari.

## Życiorys
Ludwik Mikołaj Rudka urodził się 6 grudnia 1890 roku w Stryju, w rodzinie Jana i Pauliny z Tarnowskich. W 1908 ukończył C. K. Gimnazjum w Stryju (bez zdania egzaminu dojrzałości), a następnie 7 semestrów prawa na Uniwersytecie Franciszkańskim we Lwowie. W 1910 roku wstąpił do Polskich Drużyn Strzeleckich w Stryju. Od 1 czerwca 1914 roku był komendantem XXII Polskiej Drużyny Strzeleckiej w Stryju.
10 sierpnia 1914 roku na czele drużyny wstąpił do Legionu Wschodniego, w którym był adiutantem baonu. 18 października tego roku, po rozwiązaniu Legionu Wschodniego, przeszedł Legionów Polskich. Pełnił służbę w II baonie Albina Fleszara (do 1 listopada), baonie kapitana Galicy (do 15 grudnia). Następnie był komendantem plutonu w kompanii narciarskiej i pełnił obowiązki jej komendanta. Od 15 marca 1915 roku służył w c. i k. Komendzie II Brygady Legionów Polskich na stanowisku komendanta plutonu sztabowego i oficera ordynansowego. 25 czerwca 1915 roku został awansowany na chorążego, a 1 kwietnia 1916 roku na podporucznika. Od 1 października 1916 roku pełnił służbę w 2 pułku piechoty na stanowisku komendanta plutonu i pełniącego obowiązki komendanta kompanii. W 1917 roku, po ukończeniu kursu oficerów sztabu generalnego w Wiedniu, został wyznaczony na stanowisko zastępcy szefa sztabu II Brygady. 1 grudnia tego roku został awansowany na porucznika. W lutym 1918 roku, po bitwie pod Rarańczą, został szefem sztabu 5 Dywizji Strzelców Polskich na Ukrainie. 15 marca 1918 roku został awansowany na kapitana. W maju 1918 roku, po bitwie pod Kaniowem, dostał się do niemieckiej niewoli.
18 maja udało mu się zbiec z niewoli. Do 2 czerwca ukrywał się. W Kijowie został członkiem Polskiej Organizacji Wojskowej. W lipcu 1918 roku wyjechał do Moskwy. 3 sierpnia 1918 roku został aresztowany przez Czeka. Do 15 października 1918 roku przebywał w więzieniu na Łubiance. Dwukrotnie przesłuchiwał go Feliks Dzierżyński. Jako oficer byłego Polskiego Korpusu Posiłkowego reskryptem Rady Regencyjnej z 25 października 1918 roku został przydzielony do podległego jej Wojska Polskiego w randze porucznika. 
W listopadzie 1918 roku wrócił do kraju i wstąpił do Wojska Polskiego. W 1919 roku pełnił służbę w Oddziale IX Personalnym Sztabie Generalnym w Warszawie na stanowisku szefa Sekcji „C”. Następnie w Departamencie VI Personalnym Ministerstwa Spraw Wojskowych na stanowisku szefa Sekcji Przydziałów, a po reorganizacji ministerstwa, od 1 marca 1920 roku na stanowisku szefa Sekcji 2 Piechoty Oddziału V Personalnego Sztabu. 6 kwietnia 1920 roku został mianowany szefem wydziału w Dowództwie Etapów gen. Jana Romera na Ukrainie. Podczas wyprawy kijowskiej był kontuzjowany pod Zaleszczykami. 15 lipca 1920 roku został zatwierdzony z dniem 1 kwietnia 1920 roku w stopniu majora, w piechocie, w grupie oficerów byłych Legionów Polskich. 1 sierpnia 1920 roku został szefem sztabu Franciszka Latinika, pełniącego funkcję generała-gubernatora Warszawy.
W 1921 roku, jako major Sztabu Generalnego był szefem sztabu 8 Dywizja Piechoty, a jego oddziałem macierzystym był wówczas Oddział V Sztabu Ministerstwa Spraw Wojskowych. 3 maja 1922 roku został zweryfikowany w stopniu majora ze starszeństwem z dniem 1 czerwca 1919 roku i 147. lokatą w korpusie oficerów piechoty. 16 września 1922 roku, po ukończeniu Kursu Doszkolenia w Wyższej Szkoły Wojennej w Warszawie i „otrzymaniu pełnych kwalifikacji do pełnienia służby na stanowiskach Sztabu Generalnego”, został przydzielony do Inspektoratu Armii Nr 2 w Warszawie. W inspektoracie pełnił funkcję referenta mobilizacyjnego, a później referenta spraw personalnych i wyszkolenia. Za ten okres służby inspektor armii, generał broni Lucjan Żeligowski udzielił mu pochwały. Pełniąc służbę sztabową pozostawał oficerem nadetatowym 2 pułku piechoty Legionów w Pińczowie. 1 września 1924 roku został przeniesiony do 65 pułku piechoty w Grudziądzu na stanowisko dowódcy II batalionu detaszowanego w Gniewie. 1 grudnia 1924 roku awansował na podpułkownika ze starszeństwem z dniem 15 sierpnia 1924 roku i 31. lokatą w korpusie oficerów piechoty.
5 maja 1927 roku został przeniesiony ze składu osobowego Szefa Administracji Armii do 32 pułku piechoty w Modlinie na stanowisko zastępcy dowódcy pułku. 26 kwietnia 1928 roku został wyznaczony na stanowisko dowódcy 35 pułku piechoty w Brześciu. Pułkiem dowodził dziesięć lat. 24 grudnia 1929 roku awansował na pułkownika ze starszeństwem z dniem 1 stycznia 1930 roku i 7. lokatą w korpusie oficerów piechoty. 28 stycznia 1938 roku został wyznaczony na stanowisko szefa sztabu Dowództwa Okręgu Korpusu Nr VI we Lwowie.
W czasie kampanii wrześniowej 1939 roku będąc z częścią swego sztabu w Stanisławowie otrzymał „zadanie kierowania akcją ściągania na «przyczółek» oddziałów zapasowych, marszowych itp., znajdując się na północ od Dniestru i wschód od Lwowa, jak też ich zaopatrzenia”. Po wkroczeniu Armii Czerwonej organizował ewakuację polskich oddziałów do Rumunii i na Węgry. Sam także przekroczył granicę i przedostał się na Bliski Wschód. 8 lipca 1940 roku został komendantem Ośrodka Zapasowego Brygady Strzelców Karpackich w Latrun, w ówczesnej Palestynie. Zmarł 10 lutego 1941 roku w szpitalu w Ramleh (obecnie Ramla w Izraelu). Pochowany na tamtejszym cmentarzu wojennym (działka L, grób 5). W ceremonii pogrzebowej wziął udział generał brygady Stanisław Kopański, który określił go jako „prawego żołnierza”.

## Ordery i odznaczenia
- Krzyż Srebrny Orderu Wojskowego Virtuti Militari nr 6715
- Krzyż Niepodległości – 12 maja 1931 „za pracę w dziele odzyskania niepodległości”[23]
- Krzyż Oficerski Orderu Odrodzenia Polski – 10 listopada 1933 „za zasługi na polu wyszkolenia wojska”[24]
- Krzyż Walecznych dwukrotnie
- Złoty Krzyż Zasługi po raz pierwszy – 19 marca 1931 „za zasługi na polu organizacji, wyszkolenia i administracji wojska”[25]
- Złoty Krzyż Zasługi po raz drugi – 18 lutego 1939 „za zasługi na polu pracy społecznej”[26]
- Medal Zwycięstwa